# Alexandre de Serpa Pinto
Alexandre Alberto da Rocha de Serpa Pinto, portugalski častnik in raziskovalec, * 20. april 1846, grad Poldras, † 28. december 1900, Lizbona.
Rodil se je v gradu Poldras (Tendais) v Cinfãesu, portugalski vasi ob reki Douro. Pri 10. letih se je vpisal na Colégio Militar v Lizboni. Leta 1864 je vstopil v portugalsko vojsko in bil poslan v Mozambik, kjer je bil leta 1868 udeležen v zatrtju upora plemen v spodnjem toku reke Zambezi.
Istega leta je bil poslan v vzhodno Afriko raziskat tok reke Zambezi. Osem let kasneje je vodil ekspedicijo iz kraja Benguela (Angola) v porečji rek Kongo in Zambezi. Mesto Menogue se je do leta 1975 imenovalo po njem Serpa Pinto.
Leta 1877 so bili on in mornariška kapetana Capelo ter Ivens poslani raziskat notranjost južnega dela celine. Kmalu po odhodu iz Benguele novembra tistega leta so se ločili; Capello in Ivens sta se obrnila proti severu, Serpa Pinto pa je nadaljeval proti vzodu. Junija 1878 je prečkal reko Cuando (Kwando) in avgusta dosegel Lealui, prestolnico ljudstva Lozi ob Zambeziju. Ob pomoči misijonarja Françoisa Coillarda je nadaljeval svojo pot vzdolž reke do Viktorijinih slapov. Nato se je obrnil proti jugu in 12. februarja 1879 dosegel Pretorijo na severu Južne Afrike.
Serpa Pinto je bil četrti raziskovalec, ki je prečkal Afriko od zahoda proti vzhodu in prvi, ki je razmeroma natančno začrtal pot med provinco Bié (v današnji Angoli) ter Lealuijem. Za ta podvig mu je Kraljevo geografsko društvo podelilo odlikovanje. Opis potovanja je izšel tudi v knjižni obliki.
Leta 1884 je odšel na manj uspešno odpravo raziskovat ozemlje med Mozambikom in jezerom Nyasa. Leta 1889 je bil imenovan za guvernerja Mozambika. V tej vlogi je organiziral odpravo da bi za Portugalsko pridobil ozemlja vzhodno od reke Shire v današnjem Malaviju, vendar so mu te načrte preprečili britanski agenti. Kmalu po tem se je vrnil na Portugalsko, kjer je bil povišan v polkovnika.